# Щит-Немирович, Юстиниан
Юстиниан Немирович-Щит (Юстиниан Щит-Немирович, Юстиниан Щит) (умер 1677) — государственный деятель Великого княжества Литовского, подкоморий полоцкий (с 1673), подвоевода полоцкий (1666—1677), депутат сейма. Основатель францисканского монастыря и костёла в Прозороках.

## Биография
Представитель литовского шляхетского рода Щитов-Немировичей герба «Ястржембец». Сын Кшиштофа Щита-Немировича и Софии Лисовской, внук подвоеводы полоцкого Николая Щита-Немировича, сына маршалка господарского Николая Щита-Немировича (ум. до 1535).
У Юстиниана было три брата — Ян, Николай и Александр, а также две сестры — Анна и Гальша.
Давний сторонник Сапег — воеводы виленского и гетмана великого литовского Павла Яна Сапеги и его сыновей, в том числе Бенедикта Павла.
В 1666 году Юстиниан Немирович-Щит стал подвоеводой полоцким при воеводе Яне Кароле Копце. Он представлял Полоцкое воеводство на сеймах в 1667, 1668, дважды в 1669, дважды в 1670, и в 1674 годах.
В 1670 году Юстиниан Немирович-Щит был вовлечен в конфликт между лагерем Пацев и сторонниками Радзивиллов и Сапег. Он обвинил маршалка литовского трибунала Николая Цехановецкого в незаконности его избрания и злоупотреблениях. Несмотря на первоначальный успех, в конце концов выиграли сторонники Пацев, и Юстиниан Щит был осужден на вечное изгнание и смерть.
В 1673 году Юстиниан Немирович-Щит был назначен подкоморием полоцким.

## Собственность
Юстиниан Немирович-Щит владел рядом имений, в том числе селами Бяле, Губин, Санники, Погорела, Олосково и Комаровщина. В 1663 году он получил от своего шурина Стефана Туковича имение Таболки, которые более 200 лет находились в собственности потомков его сына Константина (ок. 1649—1712), став их резиденцией. По сведениям Теодора Жихлинского во время русско-польской войны (1654—1667) в Таболках, резиденции Немировичей-Щитов, находилась штаб-квартира воеводы русского Стефана Чарнецкого. На память последний подарил владельцам имения своей стол с собственноручной надписью.
В 1666 году Юстинина купил имение Прозороки. В 1677 году с его разрешения в Позороках был построен францисканский костёл, на который была пожертвована деревянная церковь. В нижнем полоцком замке у него был свой двор.

## Семья
В 1648 году Юстиниан Немирович-Щит женился на Анне Тукович (ум. 1694), дочери Базилия Туковича. У него было шесть сыновей:
- Константин Марциан (ок. 1649—1712), подсудок полоцкий. Отец каштеляна инфлянтского Яна Юстиниана Немировича-Щита (1705—1767), дед писаря скарбового литовского Юстиниана Немировича-Щита (1740—1824)
- Бронислав
- Кшиштоф Бенедикт (ум. 1720), отец каштеляна мстиславского Юзефа (ум. 1745) и деда каштеляна брест-литовского Юзефа (ум. 1808/1817) и старосты витагольского Кшиштофа (ум. 1790)
- Самуил Кароль (ум. 1709), городничий полоцкий, дед судьи земского полоцкого Марцина (1749—1800)
- Альбрехт, подстолий венденский и смоленский
- Казимир (иезуит).

Юстиниан Щит-Немирович умер в 1677 году, он был похоронен в францисканском костёле в Прозороках.